# بين ايمانويل
بين ايمانويل (بالإنجليزية: Ben Emanuel)‏ هو لاعب كرة قدم أمريكية أمريكي، ولد في 18 يونيو 1982 في تكساس سيتي في الولايات المتحدة.

## وصلات خارجية
- بين ايمانويل على موقع مرجع كرة القدم المحترفة.كوم (الإنجليزية)